# Casa de Ligne
La Casa de Ligne es una de las familias nobles belgas más antiguas, remontándose al siglo XI. El nombre de la familia proviene de la población de Ligne de donde es originaria, entre Ath y Tournai en lo que ahora es la provincia de Henao de Bélgica.

## Historia

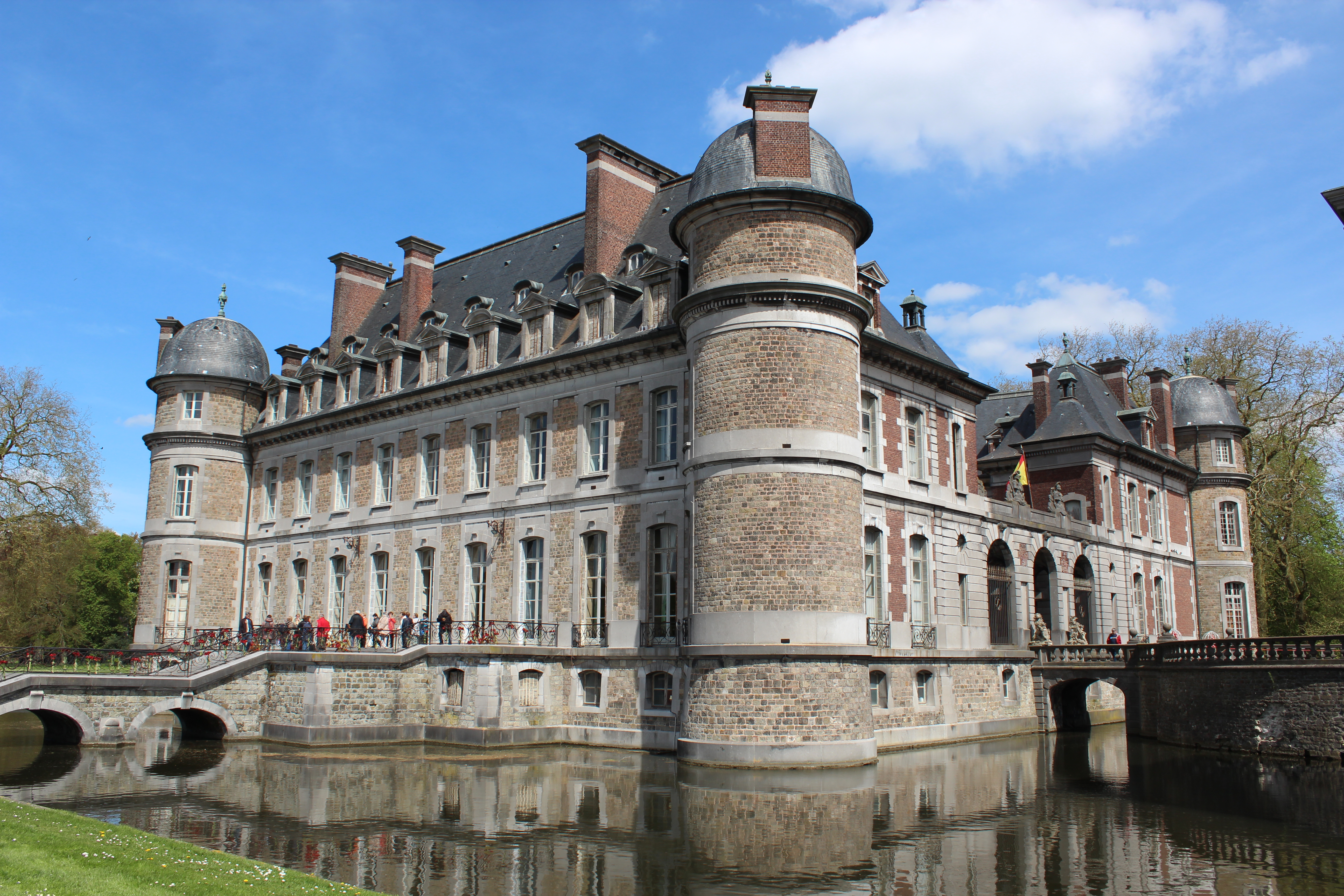
Château de Belœil

Su ascenso progresivo en la nobleza empezó como barones en el siglo XII, condes de Fauquemberg y príncipes de Épinoy en el siglo XVI, y después príncipes de Amblise en 1608. La familia pasó a ser conde imperial el 18 de diciembre de 1544, después de que Lamoral I recibiera del emperador Rodolfo II el título de Príncipe del Sacro Imperio Romano Germánico como Príncipe de Ligne el 20 de marzo de 1601, para todos sus descendientes agnáticos, tanto hombres como mujeres.
La compensación por la pérdida del Condado Imperial de Ligne (Fagnolles, ya que la baronía se había convertido en sede del condado en 1789) como resultado de la Paz de Lunéville, consistió en la substitución de la secularizada abadía imperial de Edelstetten, con un voto individual garantizado en el Colegio de Príncipes Imperial en 1803. Sin embargo, ese principado fue vendido al Príncipe Nikolaus Esterházy el 22 de mayo de 1804, antes de la abolición del Sacro Imperio Romano Germánico, del cual Edelstetten había sido estado imperial constituyente, en 1806.
El tratamiento de Alteza fue confirmado para todos los miembros de las ramas existentes de la familia el 31 de mayo de 1923, y los títulos de Príncipe de Amblise y Príncipe de Epinoy fueron reconocidos para el jefe de la casa el 22 de octubre de ese mismo año por la Corona belga.
Han existido ramas cadetes de esta casa: Barbançon, Barbançon-Arenberg, Moÿ, Ham y Arenberg, La Trémoïlle.

## Abades y abadesas
Dentro de esta familia, hubo los siguientes abades y abadesas:
- Gérard de Ligne (†1270) Abad de Cambrai
- Mahaut de Ligne (c. 1275) Abadesa de Epinlieu
- Marie de Ligne (c. 1500) Abadesa de Mons
- Marie de Ligne (c. 1550) Abadesa de Cambrai
- Catherine de Ligne (†1581) Abadesa de Thorn (La Thure)

## Príncipes de Ligne
- Lamoral, 1.º Príncipe Ligne (del Sacro Imperio Romano Germánico) 1601-1624 (1563-1624)
  - Florent de Ligne, 1.º Príncipe de Amblise 1608-1622 (1588-1622)
    - Albert Henri, 2.º Príncipe 1624-1641 (1615-1641)
    - Claude Lamoral, 3.º Príncipe 1641-1679 (1618-1679)
      - Henri Louis Ernest, 4.º Príncipe 1679-1702 (1644-1702)
        - Antoine Joseph Ghislain, 5.º Príncipe 1702-1750 (1682-1750)
        - Claude Lamoral, 6.º Príncipe 1750-1766 (1685-1766)
          - Charles-Joseph, 7.º Príncipe 1766-1814 (1735-1814)
            - Príncipe Heredero Charles Antoine Joseph Emanuel de Ligne (1759-1792)
            - Príncipe Heredero Louis-Eugene de Ligne (1766-1813)
              - Eugène I, 8.º Príncipe 1814-1880 (1804-1880)
                - Príncipe Heredero Henri Maximilien de Ligne (1824-1871)
                  - Louis, 9.º Príncipe 1880-1918 (1854-1918)
                  - Ernest, 10.º Príncipe 1918-1937 (1857-1937)
                    - Eugène II, 11.º Príncipe 1937-1960 (1893-1960) 
                      - Baudouin, 12.º Príncipe 1960-1985 (1918-1985)
                      - Antoine, 13.º Príncipe 1985-2005 (1925-2005)
                        - Miguel, 14.º Príncipe 2005-presente (nacido en 1951)

## Otros miembros de la familia
Pretendientes de los reinos de Jerusalén, Chipre, Armenia y Nápoles:
- Charles-Antoine, Príncipe de Ligne de La Trémoïlle (1946-), primo tercero de Miguel de Ligne
  - Príncipe Edouard Lamoral de Ligne de La Trémoïlle (1976-), heredero

La Princesa Sofía de Ligne (nacida en 1957), de la Casa de Ligne, se casó con Philippe de Nicolaÿ (nacido en 1955), director del grupo Rothschild, bisnieto de Salomon James de Rothschild y miembro de la familia Nicolaÿ.
La archiduquesa Yolanda de Austria (1923-2023), hija del 11.º Príncipe Ligne, fue nuera del emperador Carlos I de Austria.
La Princesa Alicia de Ligne (1929-2019), esposa el 13.º Príncipe Ligne, nació como Princesa de Luxemburgo como hija de la Gran Duquesa Carlota de Luxemburgo y de Félix de Borbón-Parma. Su hija es la Princesa Yolanda de Ligne (n. 1963), nuera de Peter Townsend (oficial de la RAF), ligado románticamente a la Princesa Margarita, Condesa de Snowdon, hermana de la reina Isabel II del Reino Unido.
El Príncipe Carlos José de Ligne-La Trémoïlle se casó en el Castillo de Antoing el 20 de noviembre de 2010 con Ran Li (llamada actualmente Princesa Ran), de origen chino. Ella es la primera princesa china de Europa.
El actual (14.º) Príncipe de Ligne es marido de una Princesa de la familia imperial de Brasil.

## Escudos de armas de la Casa de Ligne
El escudo de armas de la familia es: "de oro con una banda de gules""

Escudo heráldico de la Casa de Ligne
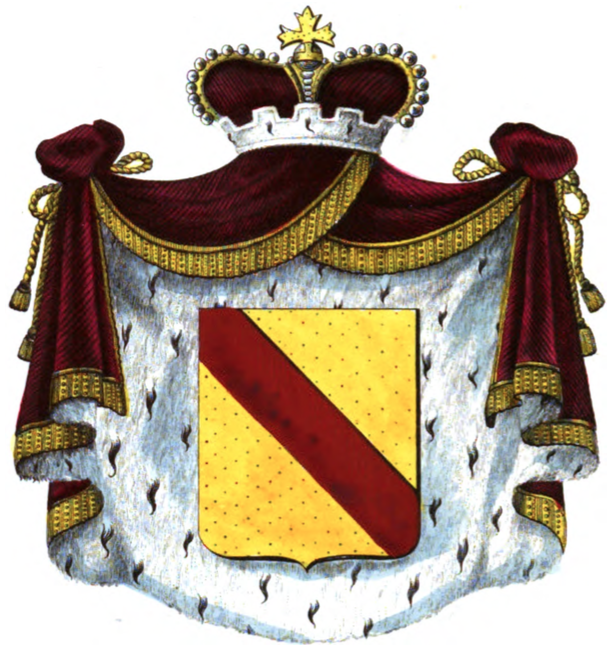
Armorial con sombrero principesco y manto
Armas de la rama de Barbançon
Armas de la rama de Ham
Armas de la rama de Moÿ
Armas de la rama de La Trémoïlle